# Église Saint-Martin-et-Saint-Goulven de Goven
L'église Saint-Martin-et-Saint-Goulven est une église paroissiale catholique située dans le bourg de Goven, dans le département français d’Ille-et-Vilaine.

## Historique

### L'édifice antérieur
Dédiée à Saint Martin de Tours et à Saint Roch, l’ancienne église datait des XIVe et XVIe siècles.
Le 2 février 1701, une violente tempête détruisit la flèche du clocher, qui aurait 75 pieds de hauteur au-dessus des cloches,,.

### L'édifice actuel
L’église actuelle fut construite de 1849 (bénédiction de la première pierre le 4 juin) à 1854, d’après les plans de l’architecte Jacques Mellet, à l’emplacement de l’ancien édifice, dans le style néo-gothique,,.

## Description

### Architecture
En forme de croix latine et orienté Est-Ouest, cet édifice est composé d’une nef unique de cinq travées précédée d’un narthex (duquel s’élève un clocher) et d’une tribune, d’un transept et d’un chœur unique d’une seule travée terminée par un chevet Beaumanoir à pans coupés et à pignons multiples.
Le clocher, à chambre de cloches et de plan carré, est amortie d´une flèche octogonale et encadrée à sa base par quatre frontons et quatre lanternons.
L’intérieur est voûté en arc brisé, hormis la croisée du transept et le chevet, qui sont voûtés d’ogives.

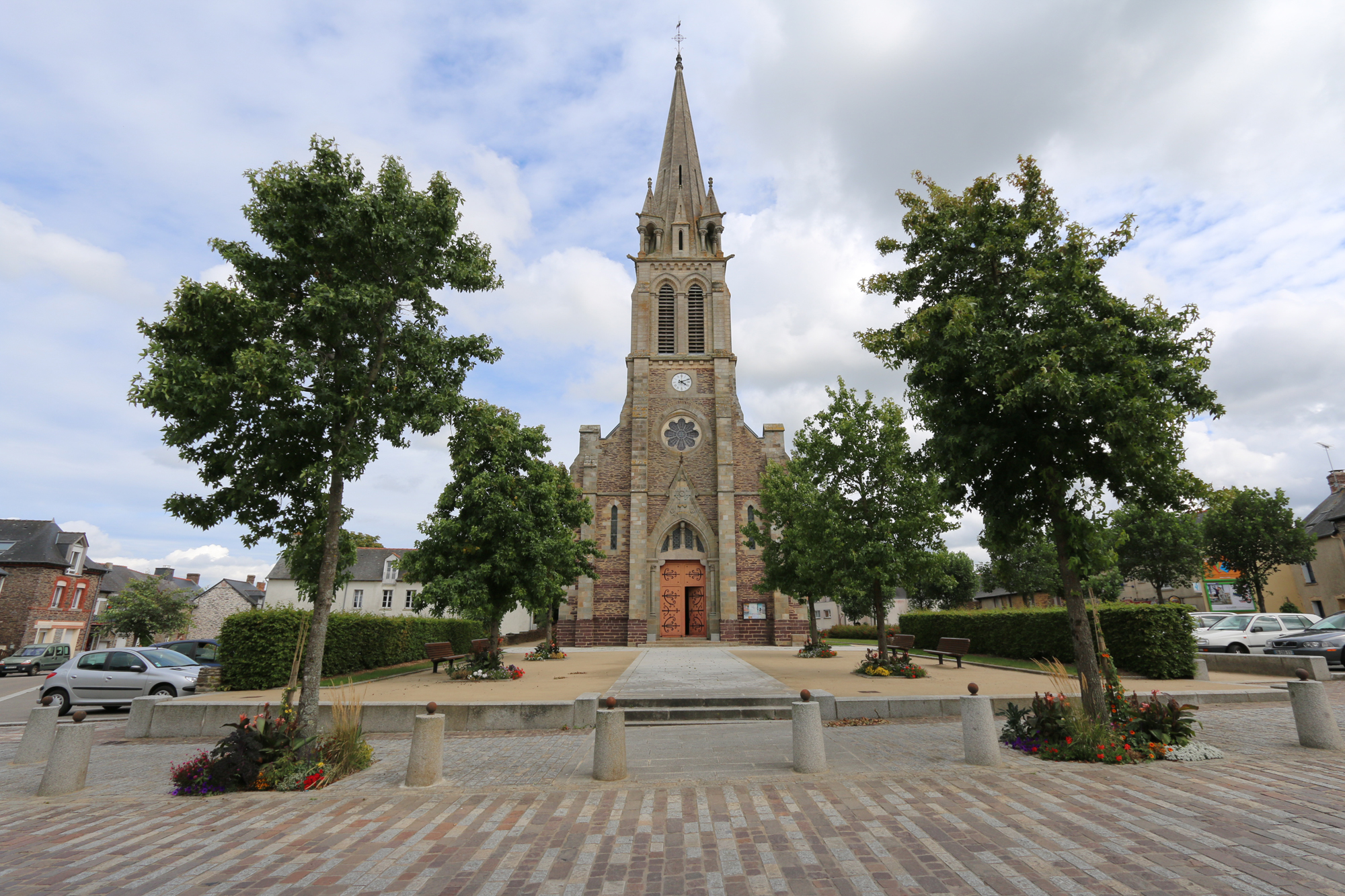
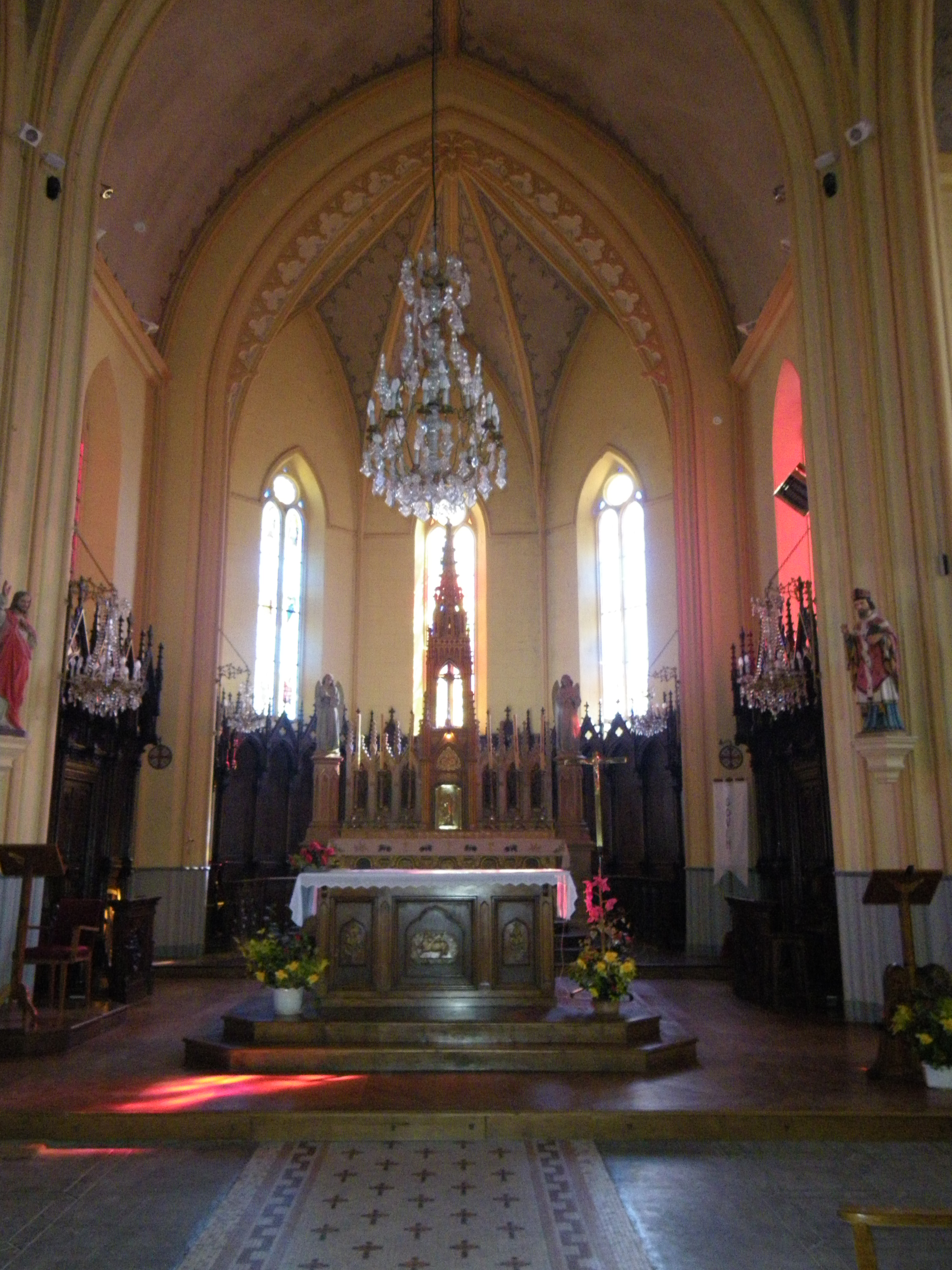
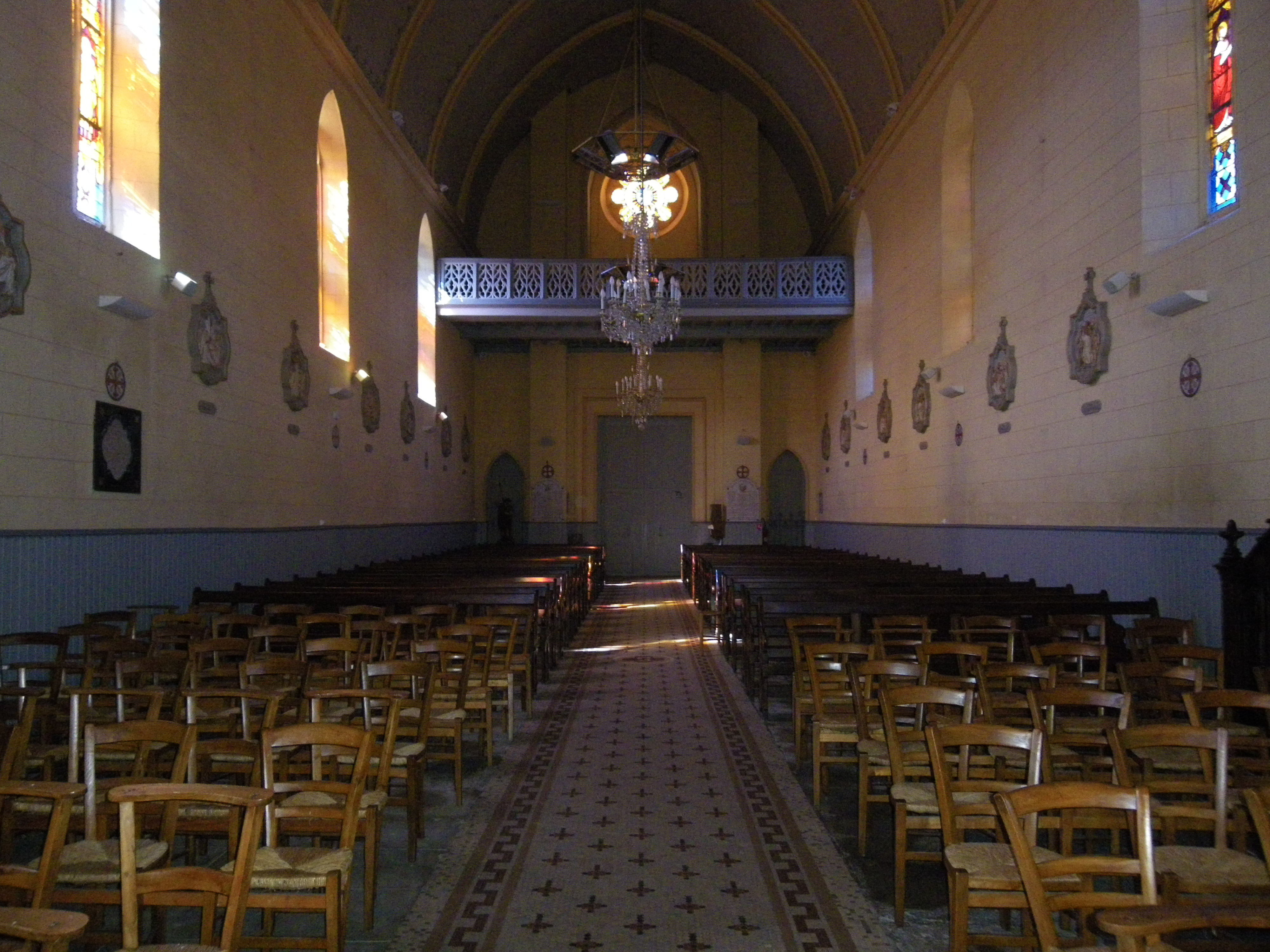

### Mobilier
Cet édifice contient une sonnerie de quatre cloches de volée électrique en lancé-franc, disposées sur deux niveaux dans un beffroi en bois et orientées nord-sud. Toutes sont fondues ou refondues par Alfred Paccard (Annecy-le-Vieux).
Au premier niveau, la cloche 1 (côté ouest) est baptisée Anne-Marie-Madeleine ; fondue en 1959, elle mesure 1,275 m pour un poids de 1 373 kg (tonalité de Mib3). La cloche 2 (côté est), baptisée Angèle Hélène-Jeanne-Joséphine d'un diamètre de 1,128 m et d'un poids de 950 kg (tonalité de Fa3) est refondue en 1969.
Au second niveau, la cloche 3 (côté est), baptisée Simone-Claire-Joséphine, est d'un diamètre de 1,004 m et d'un poids de 711 kg ; fondue en 1959, elle sonne en Sol3. La cloche 4 (côté ouest), Thérèse de l'Enfant-Jésus, mesure 0,847 m de diamètre et pèse 387 kg ; refondue en 1959, sa tonalité est Sib3.